# 치바 사에코
치바 사에코(일본어: 千葉 紗子 지바 사에코[*], 1977년 8월 26일 ~ )는 일본의 성우이다. 아오모리현 하치노헤시에서 태어났다.
미나미아오야마 소녀극단 출신이다. 성우가 된 계기는 극단에서 하고 있던 사쿠라대전 뮤지컬 공연 때 만나계 된 사쿠라 대전 원작자 히로이 오지(広井 王子)가 드림캐스트 사쿠라 대전 출연을 권했기 때문이라고 한다.
「Usual place」를 함께 부르게 된 계기로, 난리 유우카와 함께 Tiaraway라는 유닛을 결성하였으나, 이 유닛은 2005년 3월 6일 첫 콘서트 「TWO:LEAF」를 기점으로 해체되었다.

## 출연작

### TV애니메이션
1998년
- 그 남자! 그 여자!(사쿠라 츠바키)

2001년
- 닥터 린에게 물어봐!(칸자키 메이린)

- 천사의 꼬리(여우 아카네)

2002년
- 원반황녀 왈큐레(나나무라 아키나)

2003년
- 나루에의 세계(야기 하지메)
- 나나카 6/17(카자마츠리 치에)
- 원반황녀 왈큐레 12월의 야상곡(나나무라 아키나/아키드라)
- 울트라 매니악(마야 올페리아/오리하라 마야)
- 천사의 꼬리 Chu!(여우 아카네)
- 크르노 크루세이드(아즈마리아 헨드릭)
- 어벤져(메이플)

2004년
- 마이 히메(쿠가 나츠키)
- 사랑해 BABY(쿠보타 아유미)
- 록맨 에그제 스트림(재스민)

2005년
- 딸기 마시마로(이토 치카)
- 마이 오토메(나츠키 크루거)
- 피치걸(아다치 모모)
- 건퍼레이드 오케스트라(스가와라 노에루)

2006년
- 코드기어스 반역의 를르슈(니나 아인슈타인, 치바 나기사)
- 나나(시노다 미우)
- 마모루에게 여신의 축복을(후지타 미츠키)

2007년
- 니노미야군에게 애도를(키리시마 시노부)
- 미나미가(하야미, 히로코)
- 수호캐릭터!(후지사키 나데시코)
- 수호캐릭터!두근!(후지사키 나기히코)
- 소녀왕국 표류기 (아야네)

2008년
- 코드기어스 반역의 를르슈 R2 (니나 아인슈타인, 치바 나기사)
- 철완 버디 DECODE (버디)
- 미나미가 한 그릇 더(히로코, 하야미)
- 스트라이크 위치즈 (사카모토 미오)
- 로자리오와 뱀파이어 (토죠 루비)
- 데드 프린세스 (아라가미 리카)

### OVA
2001년
- 아지무(아지무 야스나)

2003년
- 메모리즈 오프 2nd(스즈나 타카노)

2004년
- 푸른바다의 트리스티아(파나비아 토네이도)
- 제비뽑기 언밸런스 OVA(리츠코 큐베르 케텐크라트)

2005년
- 박살천사 도쿠로짱
- 원반황녀 왈큐레 성령절의 신부(나나무라 아키나/아키드라)
- 이리야의 하늘, UFO의 여름(스도 아키호)

2006년
- 원반황녀 왈큐레 시간과 꿈과 은하의 연회(나나무라 아키나)
- 마이 오토메 쯔바이(나츠키 크루거)

2007년
- 딸기 마시마로 OVA(이토 치카)
- 박살천사 도쿠로짱 2기
- 스트라이크 위치즈 (사카모토 미오)

2009년
- 딸기 마시마로 encore(이토 치카)

### 인터넷 애니메이션
2007년
- GR -자이언트 로보-(마리아 보니치)

### 게임
1999년
- 북으로. ~White Illumination~(하루노 코토리)

2005년
- 딸기 마시마로(이토 치카)

2009년
- 스트라이크 위치즈 창공의 전격전~신대장 분투하다DS(사카모토 미오)
- 스트라이크 위치즈 당신과 할 수 있는 일 a little peaceful day (사카모토 미오)